# Томас Джоунс
Томас Девід Джонс (англ. Thomas David Jones; нар. 22 січня 1955, Балтимор) — астронавт НАСА. Здійснив чотири космічні польоти на шаттлах: STS-59 (1994, «Індевор»), STS-68 (1994, «Індевор»), STS-80 (1996, «Колумбія») і STS-98 (2001, «Атлантіс»), здійснив чотири виходи у відкритий космос, капітан ВПС США.

## Освіта
- У 1973 році закінчив середню школу в місті Ессекс, штат Меріленд.
- У 1977 році отримав ступінь бакалавра в галузі фундаментальних наук в Академії ВПС США, в місті Колорадо-Спрінгс, штат Колорадо.
- У 1988 році отримав ступінь доктора наук в галузі планетології в Університеті штату Аризона, в місті Тусон.

## Військова кар'єра
Джонс, один з найкращих випускників Академії ВПС США, служив на дійсній військовій службі офіцером військово-повітряних сил протягом 6 років. Після навчання в Школі пілотів в Оклахомі, він літав на стратегічних бомбардувальниках на авіабазі Карсвелл, штат Техас. Як льотчик і командир літака B-52D, він командував екіпажем з шести осіб. Має більше 2000 годин нальоту на реактивних літаках, пішов у відставку в чині капітана в 1983 році. Як льотчик має загальний наліт понад 2000 годин.

## Робота до НАСА
З 1983 по 1988 рік працював над кандидатською дисертацією в Університеті Аризони в Тусоні. Його наукові інтереси: дистанційне зондування астероїдів і метеоритів, спектроскопія і використання космічних засобів. З 1989 по 1990 рік працював у Вашингтоні, округ Колумбія, в офісі ЦРУ з розвитку і техніки. У 1990 році став працювати в корпорації «Science Applications International Corporation» у Вашингтоні старшим науковим співробітником.

## Підготовка до космічних польотів
У січні 1990 року був зарахований до загону НАСА у складі тринадцятого набору, кандидатом в астронавти. Став проходити навчання за курсом загальнокосмічної підготовки. Після закінчення курсу, у липні 1991 року отримав кваліфікацію «спеціаліста польоту» і призначення в Офіс астронавтів НАСА.

## Космічні польоти

### Перший політ
STS-59, шаттл «Індевор». З 9 по 20 квітня 1994 року як «фахівець польоту». Основною метою місії було вивчення великомасштабних процесів у природі і зміни клімату. Для виконання цілей місії на шатлі була змонтована «Космічна радарна лабораторія» SRL-1 (Space Radar Laboratory) до складу якої входили два радари: радар побудови радіолокаційного зображення SIR-C (Shuttle Imaging Radar) і радар з синтезованою апертурою X-SAR (X -band Synthetic Aperture Radar), а також прилад для моніторингу забруднень в атмосфері MAPS (Measurement of Air Pollution from Satellite). Тривалість польоту склала 11 діб 5 годин 20 хвилин.

### Другий політ
STS-68, шаттл «Індевор». З 30 вересня по 11 жовтня 1994 як «фахівець польоту». Другий політ шаттла з Космічною радарною лабораторією (SRL-2), призначеною для відпрацювання системи всепогодного радіолокаційного зондування. Тривалість польоту склала 11 діб 5 годин 47 хвилин.

### Третій політ
STS-80, шаттл «Колумбія». З 19 листопада по 7 грудня 1996 як «фахівець польоту». Цілями місії були виведення на орбіту і повернення супутника для досліджень в області технології WSF і астрономічного супутника ORFEUS-SPAS, відпрацювання інструментів і процедур робіт зі складання та обслуговування Міжнародної космічної станції і проведення інших експериментів в умовах мікрогравітації. Найтриваліший політ шаттла в історії. Під час польоту була зроблена спроба виходу у відкритий космос: 29 листопад 1996 року - тривалістю 46 хвилин - шлюзовий люк не відкривався. Тривалість польоту склала 17 діб 15 годин 54 хвилини.

### Четвертий політ
STS-98, шаттл «Атлантіс». З 7 по 20 лютого 2001 року як «фахівець польоту». Основним завданням була доставка на Міжнародну космічну станцію (МКС) лабораторного модуля «Дестіні». Під час польоту виконав три виходи у відкритий космос:
- 10 лютого 2001 - тривалістю 7 годин 34 хвилини, з Робертом Кербім. Забезпечення перенесення і пристикування Лабораторного модуля, стикування з'єднувачів.
- 12 лютого 2001 - 6 годин 50 хвилин, з Робертом Кербім. Забезпечення перенесення і пристикування герметичного стикувального перехідника PMA-2 (PMA-2 був перестикувати на передній порт нового модуля, а сама «Дестіні» зайняла його місце на передньому порту «Юніті».
- 14 лютого - 5 годин 25 хвилин, астронавти Томас Джоунс і Роберт Кербім. Установка антенної збірки SASA, відпрацювання евакуації астронавта. Тривалість польоту склала 12 діб 21 година 21 хвилина.

## Після польотів
В американському відділенні «Асоціації дослідників космосу» був обраний членом Ради директорів і скарбником. Джонс здійснює перспективне планування програм в дослідницькому відділі НАСА з вивчення Сонячної системи, майбутніх роботизованих місій на Марс, астероїди і за межі Сонячної системи.